# 저지 프랑크어

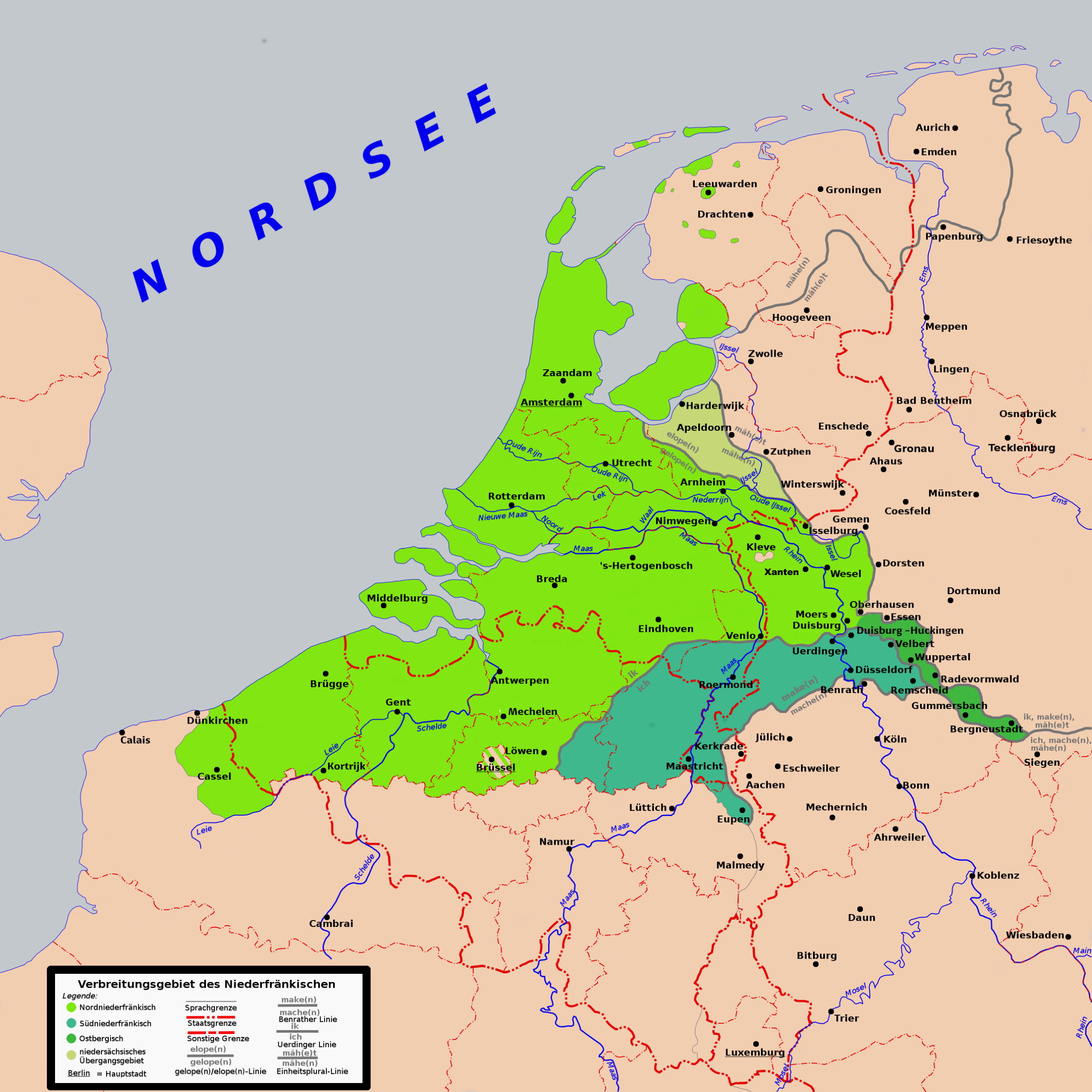
저지 프랑크어의 분포. 네덜란드와 독일에 걸친 짙은 색은 리푸아리아어와 저지 프랑크어의 점이지대

저지 프랑크어(네팔어: Nederfrankisch, 독일어: Niederfränkisch) 또는 저지 프랑코니아어(Low Franconian)는 네덜란드어 및 이와 가까운 고금의 서게르만어군 언어 내지 방언들을 묶은 언어학적 분류이다. 이 분류에 속하는 언어들은 네덜란드, 벨기에 북부(플랑드르), 프랑스 노르주(Nord), 독일령 라인강 하류 유역(니더라인)에서 사용된다.

## 분류
- 서부 저지 프랑크어 (위르딩겐선으로 구분)
  - 네덜란드어 방언
    - 브라반트어
    - 서플람스어
    - 동플람스어
    - 제일란트어
    - 홀란트어
    - 클레베를란트어
    - 네덜란드어 파생 언어
      - 아프리칸스어
- 남부 저지 프랑크어
  - 림뷔르흐어
  - 베르크어

## 같이 보기
- 네덜란드어의 방언
- 중세 네덜란드어
- 고대 프랑크어